# Ribera de Cabrils
La Ribera de Cabrils és un riu de la comarca del Conflent, a la Catalunya del Nord. Neix al nord del terme de Censà, el travessa tot de nord a sud i, en sortir d'aquesta comuna, comença a fer de termenal entre les comunes de Ralleu i de Censà, primer, entre les de Ralleu i Orellà, tot seguit, i entre les d'Orellà i Aiguatèbia i Talau, durant un tram molt llarg, fins que entra del tot dins del d'Orellà; després encara fa un tram de termenal entre Orellà i Oleta i Èvol, fins que s'aboca en la Ribera d'Èvol.

## Censà
Es forma al nord del terme de Censà, per la unió de dos recs: el de la Coma de Pontells i el de la Coma de Pinosell al sud de la Jaça d'en Creu i a llevant del Puig de l'Esquena d'Ase i a ponent del Puig de Passaduc. Des d'aquell lloc davalla cap al sud-oest, passa a llevant dels Estanyols, fins que gira cap al sud-est, rep per la dreta el Rec de les Clavellines, després el dels Meners, i tot seguit per l'esquerra el de l'Oratori. Poc després passa ponent del poble de Censà, on rep per la dreta el Còrrec del Bac, i, ja al sud del poble, per l'esquerra el Còrrec del Solà i el Rec de la Coma de Sant Joan, que hi aporta el Còrrec de la Font dels Coloms. Aigua avall, rep per l'esquerra el Rec del Comall, després el de Cama Vinya, que hi aporta els recs de la Jaça d'en Grau i de la Llavanera, fins que arriba a la Solana, on comença a fer de termenal.

## Censà i Ralleu
Entre la Solana i el Pont Vell de Ralleu la Ribera de Cabrils fa de límit termenal. És un tram molt breu.

## Ralleu i Orellà
Des del Pont Vell de Ralleu, aquest riu comença a fer de límit entre aquestes dues comunes. També és un tram molt breu.

## Orellà i Aiguatèbia
Al llarg d'un tram extens, la Ribera de Cabrils fa de termenal entre Orellà i Aiguatèbia. Per tant, els seus afluents per la dreta provenen del terme d'Aiguatèbia i Talau, mentre que els de l'esquerra, ho fan des del d'Orellà. Així, la Ribera de Cabrils va rebent per l'esquerra la Coma del Vedell, la Coma del Roire, el Comall de la Volta Llarga, amb el de la Devesa, el Comall del Rei, el de Morlí, el d'en Batlle, el Torrent Gros, que hi aporta els comalls de la Canaleta, el dels Abeuradors, el dels Baus i el del Poll de Sogra, el Comall de Roc Roig, el de l'Artiga, el de la Clotada, que hi aporta els dels Teixidors i el de Gèssec. Per la dreta, des d'Aiguatèbia i Talau, des d'on li arriben la Ribera de Pujalts, de llarg recorregut, que hi aporta el Rec del Coll de la Llosa, el Rec de Brilles, el Torrent de Clavera i el Còrrec de l'Abrit, més tard el Còrrec de Trapa, el Torrent de Talau, que hi aporta els torrents del Bosc Rodon, el Torrent Petit i el de la Font, més endavant el Torrent de Moncles, posteriorment el Torrent de Babot, amb els còrrecs de la Vedella i de Rostall. Ja als Plans, hi arriben els còrrecs de la Vicença i dels Freixes, el de Tuèvol, el del Marra i el de Cabrils.

## Orellà
En el tram de la Ribera de Cabrils on les dues ribes són en terme d'Orellà, al sud del poble d'aquest nom, entre el Pla de Vinyes i la Coma de Fenera, aquest riu no rep per l'esquerra cap afluent significatiu. Sí per la dreta: Còrrec de Cabrils, Comall de les Clorades, Comall de la Baga, Comall del Camp Suri, Comall de la Perdiu, Comall de la Font, Comall de la Roca del Duc i Rec de la Manlleu.

## Orellà i Oleta i Èvol
La Ribera de Cabrils només toca en un punt el límit dels termes d'Orellà i d'Oleta i Èvol: el punt on s'aboca en la Ribera d'Èvol, a 165 metres de la Tet.